# Михайловка (Перевальский район)
Миха́йловка (укр. Михайлівка) — посёлок в Перевальском районе Луганской области. В состав Михайловского поселкового совета было включено[когда?]

 село Алексеевка.

## География
Национальный состав
 Украинцы (76,4 %) Русские (23,05 %) Прочие (0,21 %)
Посёлок расположен на реке Белой (бассейн Северского Донца), а также на северном берегу образованного ей Исаковского водохранилища. По окраине посёлка проходит автодорога М-04.
Соседние населённые пункты: сёла Малоконстантиновка и Троицкое на юге, посёлок Бугаевка на юго-западе (выше по течению Белой); город Алчевск на западе, посёлки Карпаты на северо-западе, Лотиково на севере, Юрьевка, Белое (оба ниже по течению Белой) на востоке, Шимшиновка на юго-востоке.
В Луганской области также имеется одноимённый посёлок Михайловка, расположенный к юго-востоку от рассматриваемого в настоящей статье и подчинённый Ровенькам.

## История
В 1859 году в селе Михайловка (Аврамовка) Славяносербского уезда Екатеринославской губернии проживало 510 человек (257 мужчин и 253 женщины), насчитывалось 53 дворовых хозяйства, существовала православная церковь и завод, происходило 2 ежегодных ярмарки.
По состоянию на 1886 в селе, центре Михайловской волости, проживало 485 человек, насчитывалось 91 двор, существовали православная церковь и лавка.
К началу 1908 года население Михайловки выросло до 990 человек (477 мужского пола и 513 — женского), было 172 дворовых хозяйства.
В 1974 году здесь действовала птицефабрика, однако большинство населения в это время работало на предприятиях Коммунарска.
В январе 1989 года численность населения составляла 3594 человека.
На 1 января 2013 года численность населения составляла 2443 человека.
С весны 2014 года — в составе Луганской Народной Республики.
23 мая 2015 года вблизи села был убит командир бригады «Призрак» Алексей Мозговой.
В состав Михайловского поссовета было включено село Алексеевка (укр. Алексіївка), названное в честь харьковского купца Алексея Алчевского, которое на военно-топографических картах Российской империи именовалось деревней Елизаветовка.

## Транспорт
Находится в 9 км от ближайшей железнодорожной станции Коммунарск на линии Родаково — Дебальцево.

## Достопримечательности
- Народный мемориально-литературный музей Бориса Гринченко.
- Церковь Архангела Михаила, построенная в 1827 году помещиками Павлом и Михаилом Миоковичами, в 1900 году расширена постройкой новой трапезной и колокольни на средства прихожан.[12]
- Дом первой половины XIX века, предположительно принадлежал помещикам Миоковичам.[13]

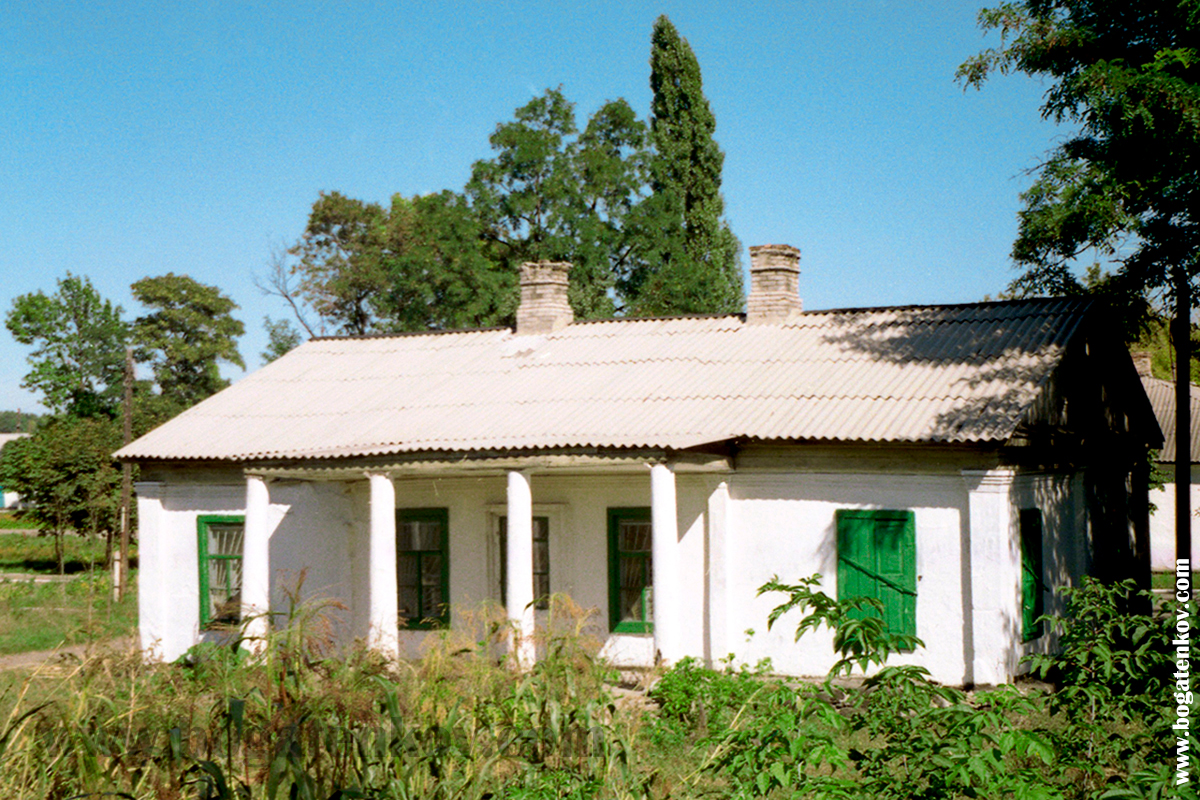
Дом первой половины XIX века в Михайловке
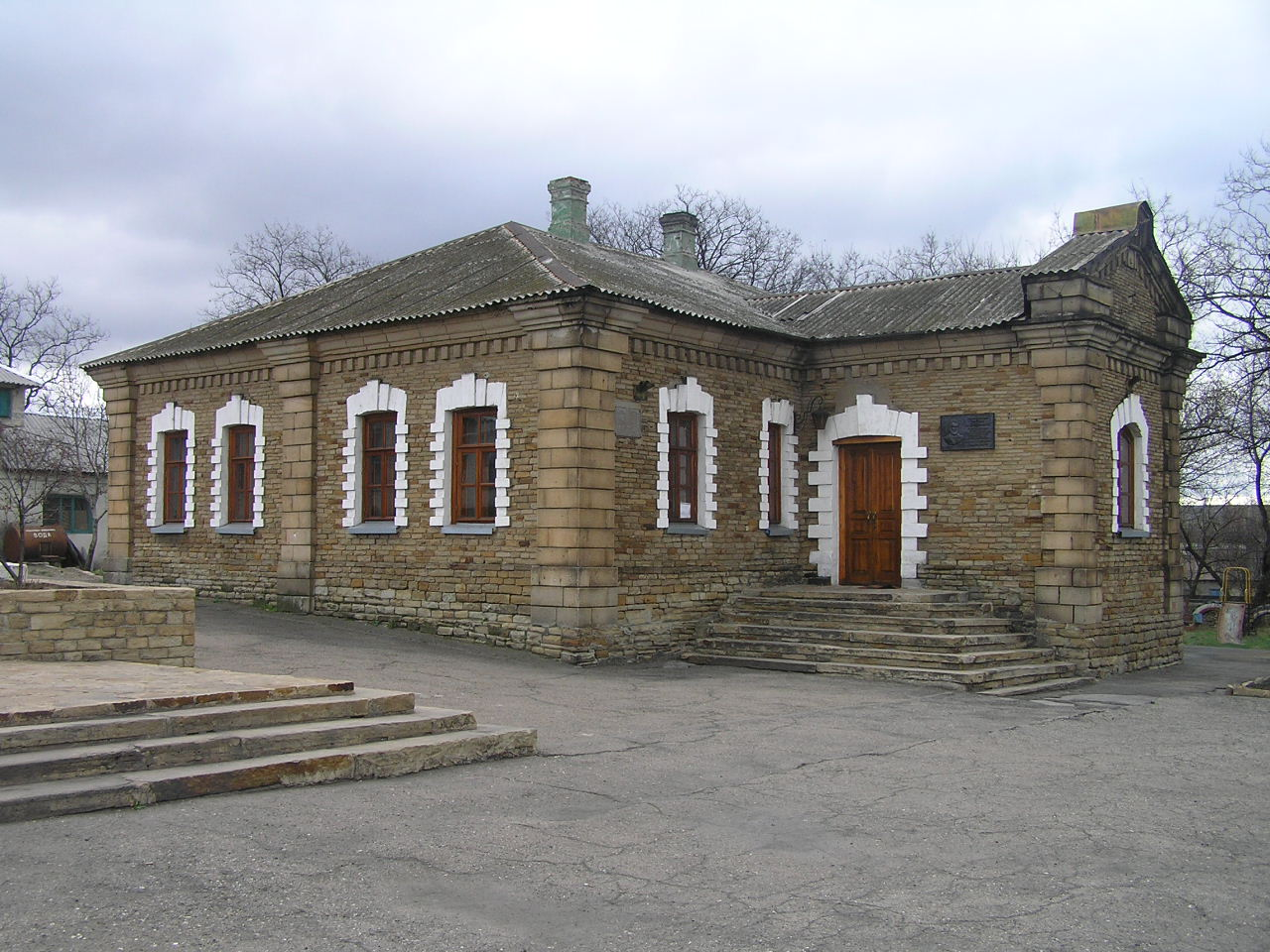
Музей Бориса Гринченко

## Местный совет
94311, Луганская область, Перевальский район, посёлок городского типа Михайловка, улица Советская, дом 22

## Известные уроженцы
- Наталья Поклонская — депутат Государственной думы Российской Федерации (2016—2021), прокурор АР Крым и Республики Крым (2014—2016), государственный советник юстиции 3 класса.